# Mowag Flugzeugschlepper
Der Mowag Flugzeugschlepper ist ein Militärfahrzeug aus der Schweiz.

## Geschichte und Entwicklung
In Kooperation mit AEG baute die Mowag 37 Flugzeugschlepper mit der Bezeichnung «Flz Schl sch 4×2» für die Schweizer Luftwaffe. Die Fahrzeuge dienten dazu, die Mirage IIIS und Mirage IIIRS in und aus den Flugzeugkavernen zu manövrieren und dabei gleichzeitig deren Bordsysteme zu starten.

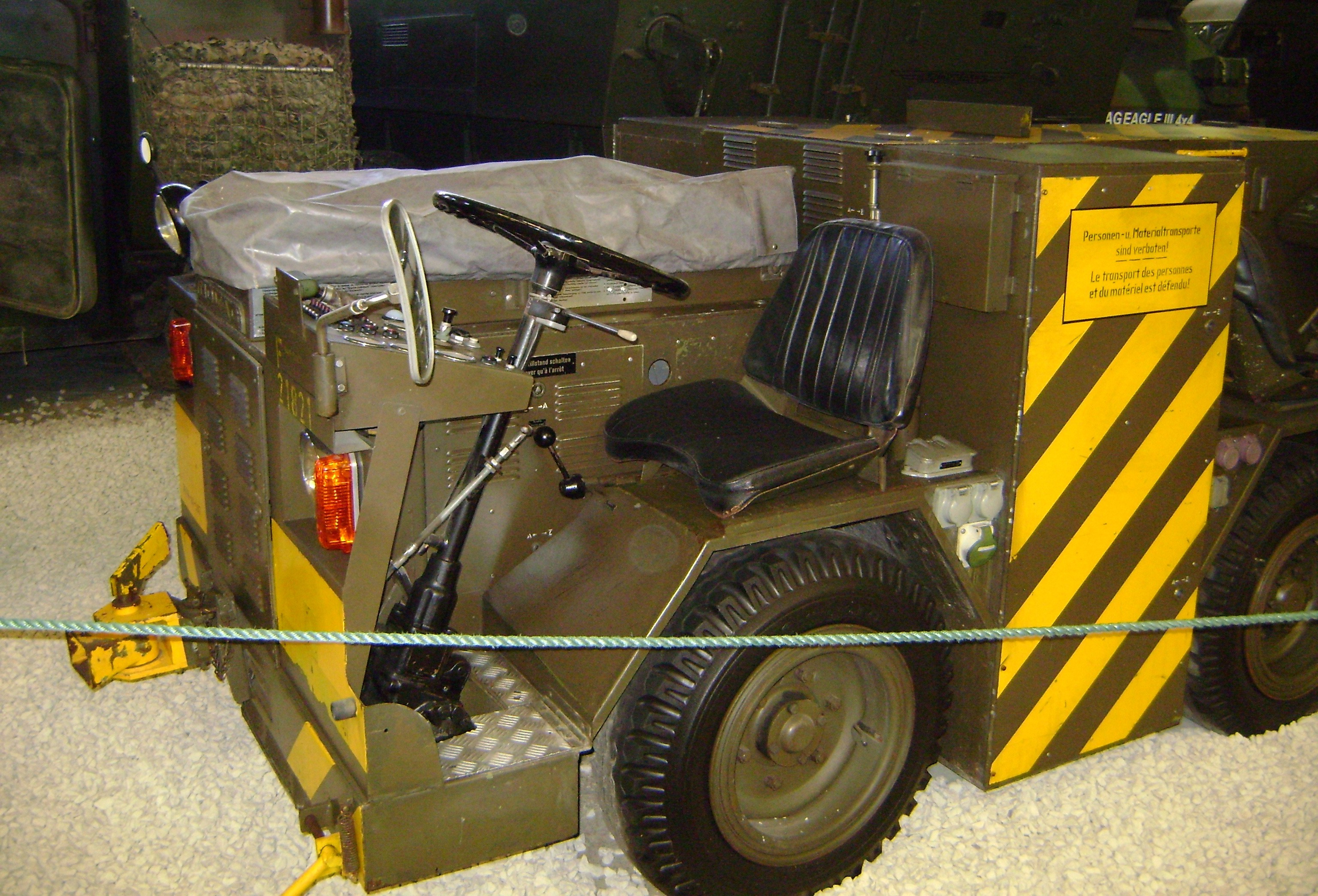
Das Exemplar im Militärmuseum Full

Eine Besonderheit gegenüber den anderen Flugzeugschleppern (z. B. Bucher Flugzeugschlepper) war, dass bei diesen Exemplaren das Flugzeug während der Fahrt von der Schleppdeichsel sowie von der Systemversorgung abgehängt werden konnte, um die Zeit zwischen dem Verlassen der Kaverne und dem Abheben der Mirage möglichst kurz zu halten. Die Mirage begann unmittelbar beim Verlassen des Vorstollens, ihr Triebwerk zu starten. Nachdem das Triebwerk gestartet war und die Funktionsprüfungen beendet waren, klinkte der Flugzeugschlepperfahrer das Flugzeug aus und beschleunigte, um der Mirage freie Bahn auf dem Taxiway zur Piste zu machen. Die Flugzeugschlepper waren von 1967 bis 2003 bei der Schweizer Luftwaffe im Einsatz.
Das Eidgenössische Departement für Verteidigung, Bevölkerungsschutz und Sport führte das Fahrzeug unter der Typenschein – Nr: 50-0326, Datenblatt Nr / Code: 31'830 Bezeichnung: Flz Schl sch 4×2 AEG-Mowag. Ein Exemplar ist im Schweizerischen Militärmuseum Full ausgestellt.